# José Hernández Aliaga
José Hernández Aliaga (nacido el 18 de enero de 1944 en Valencia, España) es un ex-futbolista español. Jugaba de delantero y su primer club fue el CD Puertollano.

## Carrera
Comenzó su carrera en 1965 jugando para el CD Puertollano. Jugó para el club hasta 1968. En ese año se pasó al Atlético de Madrid, en donde jugó hasta el año 1970. En ese año se fue al Elche CF, donde finalmente se retiró en 1972.

## Clubes
| Club               | País   | Año       |
| ------------------ | ------ | --------- |
| CD Puertollano     | España | 1965-1968 |
| Atlético de Madrid | España | 1968-1970 |
| Elche CF           | España | 1970-1972 |